# АДЕДИ
АДЕДИ (греч. Α.Δ.Ε.Δ.Υ., полное название Ανώτατη Διοίκηση Ενώσεων Δημόσιων Υπαλλήλων) — конфедерация профсоюзов государственных служащих Греции, крупнейшее объединение госслужащих в стране. Действующий президент конфедерации — Спирос Папаспиру.
В состав конфедерации входят 46 профсоюзов. Действуют 47 региональных представительств. Штаб-квартира расположена в Афинах. Сама конфедерация — член Европейской конфедерации профсоюзов.
Руководство — Исполнительный комитет, состоящий из 17 членов: 7 радикальных левых (3 от СИРИЗА, 2 — от Компартии Греции, 2 — от АНТАРСИЯ), 6 социал-демократов и 4 правых («Новая демократия»).
В 2010 году организация стала основным указующим двигателем общенациональных забастовок и акций протеста против введения правительством Греции программы жесткой экономии в попытке преодолеть долговой кризис.